# Beattie Edmondson
Beatrice Louise "Beattie" Edmondson (19 de junio de 1987) es una actriz británica. Desde 2015 protagoniza la serie de la BBC, Josh.

## Primeros años
Edmondson es la segunda hija de los comediantes Ade Edmondson y Jennifer Saunders. Creció en Devon junto a su hermana mayor, Ella, y una hermana menor, Freya. Después de ser educada en el Exeter School, durante su segundo año en la Universidad de Mánchester decidió no audicionar para Drama Society, y en vez de eso optó por formar un grupo de comedia junto a cuatro amigos. Aparecieron en el Festival de Edimburgo de ese año.

## Carrera
Después de trabajar en un grupo de comedia llamado Lady Garden (renombrado más tarde como Birthday Girls junto a Rose Johnson y Camille Ucan) hizo su debut en la televisión en 2008 en la serie The Wright Way, que solo tuvo una temporada. Su papel en la serie Josh tuvo muy buenas críticas. La segunda temporada de la serie se estrenó en 2016, mientras que la tercera en octubre de 2017.

## Vida personal
Edmondson se casó con el investigador Sam Francis el 4 de junio de 2017.

## Filmografía
| Año           | Título                                | Papel            | Notas                                       |
| ------------- | ------------------------------------- | ---------------- | ------------------------------------------- |
| 2008          | Jam & Jerusalem                       | Beattie Martin   |                                             |
| 2010          | Shelfstackers                         | Dani             | Episodio: "Pilot"                           |
| 2010          | Robert's Web                          | Varios           | Episodio: "Episodio 1.1"                    |
| 2011          | Comic Relief: Uptown Downstairs Abbey | Maid             |                                             |
| 2012          | Absolutamente fabulosas               | Camarera         | Episodio: "Olympics"                        |
| 2012          | Spy                                   | Chica en el Club | Episodio: "Codename: Family Bonds"          |
| 2012          | Little Crackers                       | Annabel          | Episodio: "Omid Djalili's Little Cracker"   |
| 2013          | The Wright Way                        | Victoria         |                                             |
| 2014          | BBC Comedy Feeds                      | Kate             | Episodio: "Josh"                            |
| 2015          | Pompidou                              | Varios           |                                             |
| 2015          | Marleys Ghosts                        | Beth             | Episodio: "Episodio 1.3"                    |
| 2015-presente | Josh                                  | Kate             |                                             |
| 2016          | Fresh Meat                            | Helen            | Temporada 4 episodio 2                      |
| 2018          | Patrick                               | Sarah Francis    |                                             |
| 2018          | Richard Osman's House of Games        | Ella misma       | 5 episodios                                 |
| 2018          | Upstart Crow                          | Toby             | Episodio 3.5, The Most Unkindest Cut of All |